# Preboreal tid

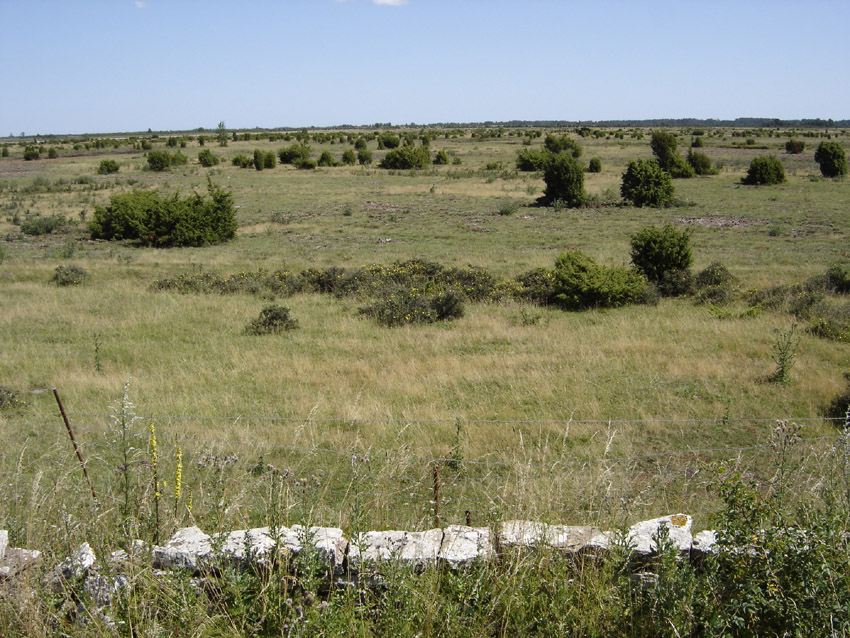
Stora alvaret på Öland kan ge en föreställning om den tidiga preboreala tidens öppna landskap (jämförelsen kan dock inte dras för långt)

Preboreal tid är en tidsålder som inföll ca 9 700–8 500 f.Kr., närmast efter den senaste istiden och efter perioden Yngre dryas. Termen används regionalt i Europa och motsvarar den äldre delen av tidsåldern Greenland, som ratificerats av den Internationella stratigrafiska kommissionen som den första åldern/etagen av Holocen. 
Preboreal tid var en tid av stora förändringar. Klimatet blev snabbt mildare efter den föregående periodens låga medeltemperaturer. Av detta följde att världshavens yta höjdes, inlandsisarna krympte samtidigt som den isostatiska landhöjningen tilltog i stora delar av Skandinavien. Östersjön genomgick den fas som kallas Yoldiahavet.
Klimatförbättringen under perioden gjorde att det tundraliknande landskapet från Yngre dryas förändrades, till att börja med till ett ljust stäpplandskap med gräs, örter, kråkris och enbuskar. Dungar av björk, vide, sälg och asp förekom. Några århundraden senare spreds björken kraftigt och efter ytterligare några århundraden invandrade även tallen in i de ljusa björkskogarna. Mot slutet av perioden märks även hasseln i pollendiagrammen, framförallt i de sydvästra delarna. På goda jordar bildade den rena hasselskogar.
Till den preboreala tidens ljusa landskap invandrade bison och vildhäst, men dessa försvann mot slutet av perioden. Även uroxe och vildsvin invandrade. Från Yngre dryas fanns älg, björn och bäver kvar och ökade i antal, medan renpopulationen minskade.
Preboreal tid (liksom den efterföljande Boreala tiden) kallas ibland för fastlandstiden. Södra Sverige hängde ihop med Danmark och Tyskland, och även de brittiska öarna och Nordsjöområdet ingick i denna kontinentala landmassa. Inlandsisens södra kant låg vid periodens början norr om Billingen. Något århundrade tidigare (c:a 9 700 f.Kr.) tömdes den Baltiska issjön i detta område, varvid issjöns yta sänktes 25 meter. Ett sund öppnades genom Närke och Yoldiahavet bildades. Mellan Närkesundet och några sund i Bohuslän/Dalsland öppnade sig Vänerområdets bassäng.
Yoldiahavet präglar bilden under större delen av den preboreala tiden. Under några århundraden i mitten av perioden strömmade saltvatten in som en djupström i Närkesundet, och Yoldiahavet fick brackvatten. Mot slutet av perioden grundades vattenförbindelserna med världshaven upp, först sunden närmast Kattegatt, dvs. Otteidsundet, Uddevallasundet och Göta Älvdalen. Yoldiahavet övergick i Ancylussjön. Närkesundet torrlades något senare, under början av den Boreala tiden.

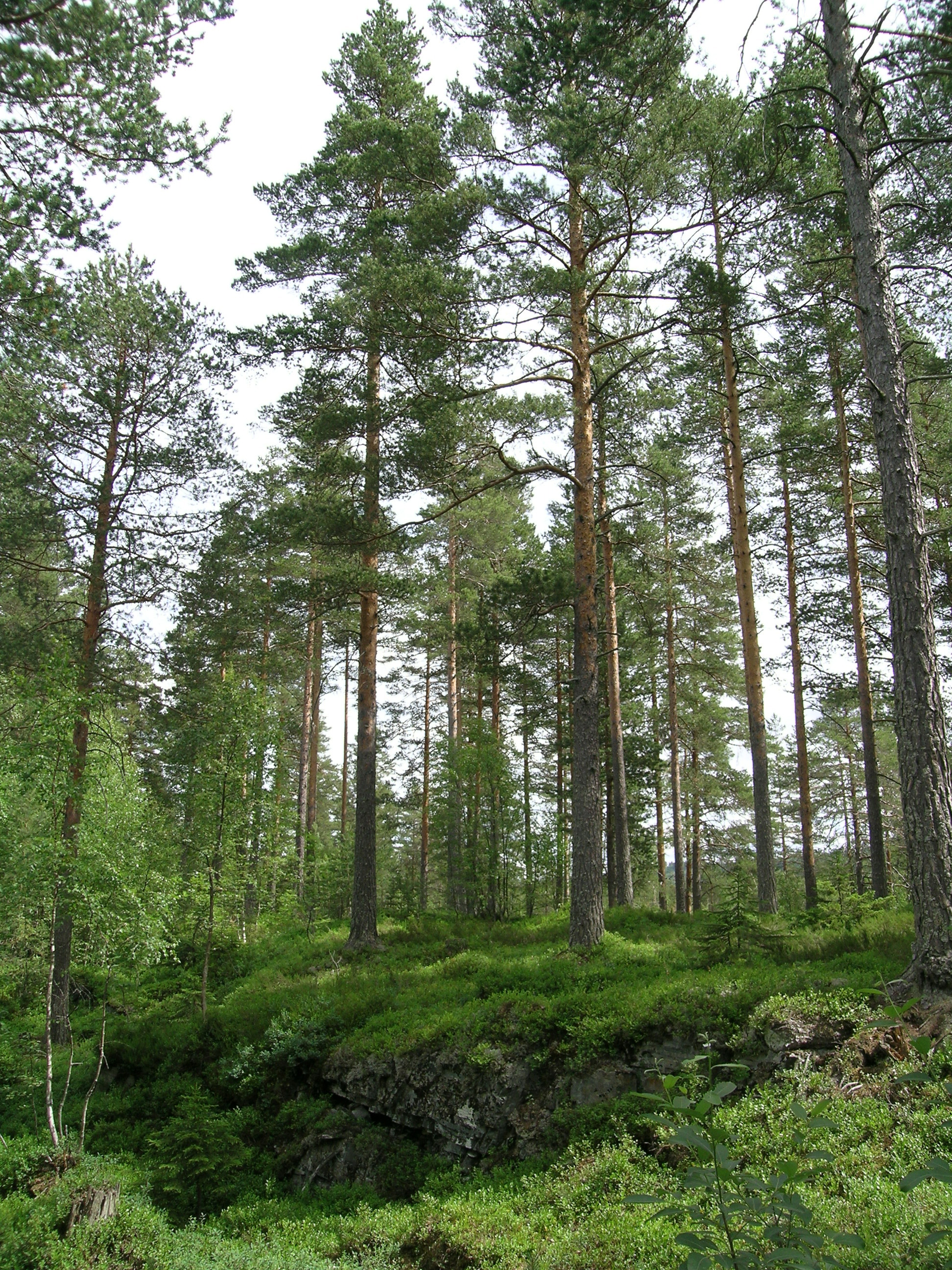
Tallskogar uppträder under slutet av den preboreala tiden

Under den preboreala tidens varma och torra klimat vek iskanten snabbt mot norr, vid periodens slut låg den i norra Dalarna. Hela Vänerområdet liksom östra mellansverige och Smålandskusten låg under vatten, men strandförskjutningen var snabb i detta område, en stadig regression. Öland och Gotland höjde sig nu ovan vattenytan. Längre söderut vid Skåne och Blekinge var förhållandena mer komplicerade. Under början av perioden rådde en landhöjning (regression) så att Hanöbukten och Skälderviken torrlades, men under slutet av den preboreala tiden kom dessa områden på nytt att dränkas av de stigande världshaven, och framförallt under den s.k. Ancylustransgressionen några århundraden senare (ca 8 300 f.Kr.). Rester av ett antal stenåldersboplatser lär därför återfinnas på dagens havsbotten långt utanför kusterna.
Inom arkeologin markerar preboreal tid början på Mesolitikum. De grupper av jägare/samlare som under den preboreala tiden befolkar södra Sverige betecknas Maglemosekulturen. Längs norra Bohuslän förekommer också spår av en kustbunden Hensbackakultur.
Preboreal tid utgör början av den postglaciala tiden, Holocen. Närmast efter den preboreala tiden följer Boreal tid.
| Kvartär de senaste 2,58 miljoner åren | Kvartär de senaste 2,58 miljoner åren | Kvartär de senaste 2,58 miljoner åren | Kvartär de senaste 2,58 miljoner åren |
| Period (System)                       | Epok (Serie)                          | Ålder (Etage)                         | Miljoner år sedan                     |
| ------------------------------------- | ------------------------------------- | ------------------------------------- | ------------------------------------- |
| Kvartär                               | Holocen                               | Meghalaya                             | 0,004–0,000                           |
| Kvartär                               | Holocen                               | Northgrip                             | 0,008–0,004                           |
| Kvartär                               | Holocen                               | Greenland                             | 0,012–0,008                           |
| Kvartär                               | Pleistocen                            | Övre                                  | 0,129–0,012                           |
| Kvartär                               | Pleistocen                            | Chiba                                 | 0,774–0,129                           |
| Kvartär                               | Pleistocen                            | Calabria                              | 1,80–0,774                            |
| Kvartär                               | Pleistocen                            | Gela                                  | 2,58–1,80                             |
| Neogen                                | Pliocen                               | Piacenza                              | tidigare                              |

| Kvartär Klimatskeden i Norra Europa | Kvartär Klimatskeden i Norra Europa   | Kvartär Klimatskeden i Norra Europa |
| Glacial / Interglacial              | Stadial / Kron Syreisotopstadium, MIS | Tusental år sedan                   |
| ----------------------------------- | ------------------------------------- | ----------------------------------- |
| Flandern (Holocen) värmetid MIS 1   | Subatlantisk tid                      | 2,6–0,0                             |
| Flandern (Holocen) värmetid MIS 1   | Subboreal tid                         | 5,8–2,6                             |
| Flandern (Holocen) värmetid MIS 1   | Atlantisk tid                         | 9,0–5,8                             |
| Flandern (Holocen) värmetid MIS 1   | Boreal tid                            | 9,9–9,0                             |
| Flandern (Holocen) värmetid MIS 1   | Preboreal tid                         | 11,7–9,9                            |
| Weichsel istid                      | Yngre dryas                           | 13–11,7                             |
| Weichsel istid                      | Alleröd                               | 14–13                               |
| Weichsel istid                      | Äldre dryas                           | 14                                  |
| Weichsel istid                      | Bölling                               | 15–14                               |
| Weichsel istid                      | Äldsta dryas                          | 16–15                               |
| Weichsel istid                      | Weichsels huvudfas MIS 2              | 24–16                               |
| Weichsel istid                      | Mellersta Weichsel MIS 4–3            | 70–24                               |
| Weichsel istid                      | Odderade - MIS 5a                     | 80–70                               |
| Weichsel istid                      | Rederstall - MIS 5b                   | 90–80                               |
| Weichsel istid                      | Brörup - MIS 5c                       | 100–90                              |
| Weichsel istid                      | Herning - MIS 5d                      | 115–100                             |
| Eem                                 | Eem - MIS 5e                          | 126–115                             |
| Saale istid                         | Warthe - MIS 6 Drenthe - MIS 6        | 200–126                             |
| Saale istid                         | Dömnitz - MIS 7                       | 240–200                             |
| Saale istid                         | Fuhne - MIS 8                         | 300–240                             |
| Holstein                            | MIS 9                                 | 320–300                             |
| Elster                              | MIS 10                                | 380–320                             |
| Cromer                              | MIS 21–11                             | 860–380                             |
| Bavel                               | MIS 63–22                             | 1800–860                            |
| Menap                               | MIS 63–22                             | 1800–860                            |
| Waal                                | MIS 63–22                             | 1800–860                            |
| Eburon                              | MIS 63–22                             | 1800–860                            |
| Tegelen                             | MIS 103–64                            | 2600–1800                           |
| Pretegelen                          | MIS 103–64                            | 2600–1800                           |